# Autobusna linija br. 231 u Zagrebu
Linija 231 (Borongaj – Dubec) dnevna je autobusna linija u Zagrebu.
Prometuje svaki dan na trasi: Borongaj – Ulica kneza Branimira – (smjer A: Južna ulica → Ulica platana → Aleja javora → Ulica kneza Branimira) – ul. Dubrava – Dubec
Povezuje Ravnice, Novi Retkovec, Donju Dubravu i Trnavu s tramvajsko-autobusnim terminalima Borongaj i Dubec. Također je moguće presjedanje na željezničke stanice Maksimir, Trnava i Čulinec koje opslužuje prigradska željeznica.

## Povijest
Linija 231 je prethodno prometovala na trasi Borongaj – Novi Retkovec. Početno-krajnje stajalište u Novom Retkovcu je bilo Aleja javora.
28. prosinca 2015. produžena je do Dupca kroz Branimirovu i Škrnjugovu ulicu, ali više nije prometovala kroz Ulicu platana.
U jednom trenutku nakon produženja 231 je ponovno počela prometovati preko Ulice platana.
Kroz Škrnjugovu ulicu je prometovala do 15. travnja 2019. kada je preusmjerena do raskrižja Branimirove i Zagrebačke ulice. Time linija 231 poprima današnji oblik.

## Vanjske poveznice
- Vozni red linije 231
- Stara trasa linije 231 nakon produženja do Dupca